# FK Estrella Roja de Belgrad
L'Estrella Roja de Belgrad (en serbi ciríl·lic: ФК Црвена Звезда, Fudbalski Klub Crvena Zvezda) és la secció de futbol del club poliesportiu Estrella Roja, a la ciutat de Belgrad, a Sèrbia, fundat el 1945 per les Joventuts Antifeixistes de Belgrad. A més del futbol té seccions en diverses disciplines esportives, entre les quals destaca el bàsquet. Deu el seu nom a l'estrella roja, símbol usat pels estats socialistes per a simbolitzar el govern del Partit Comunista.
L'Estrella Roja és el club de futbol més reeixit de Sèrbia i de l'extinta Iugoslàvia, amb 35 títols de Lliga i 28 de Copa. A més, és l'únic club serbi que ha conquistat una Copa d'Europa i una Copa Intercontinental.
Disputa els seus partits a l'Estadi Crvena Zvezda o Estadi Estrella Roja, amb capacitat per a 55.538 espectadors, i que és conegut com "El petit Maracanà".

## Palmarès

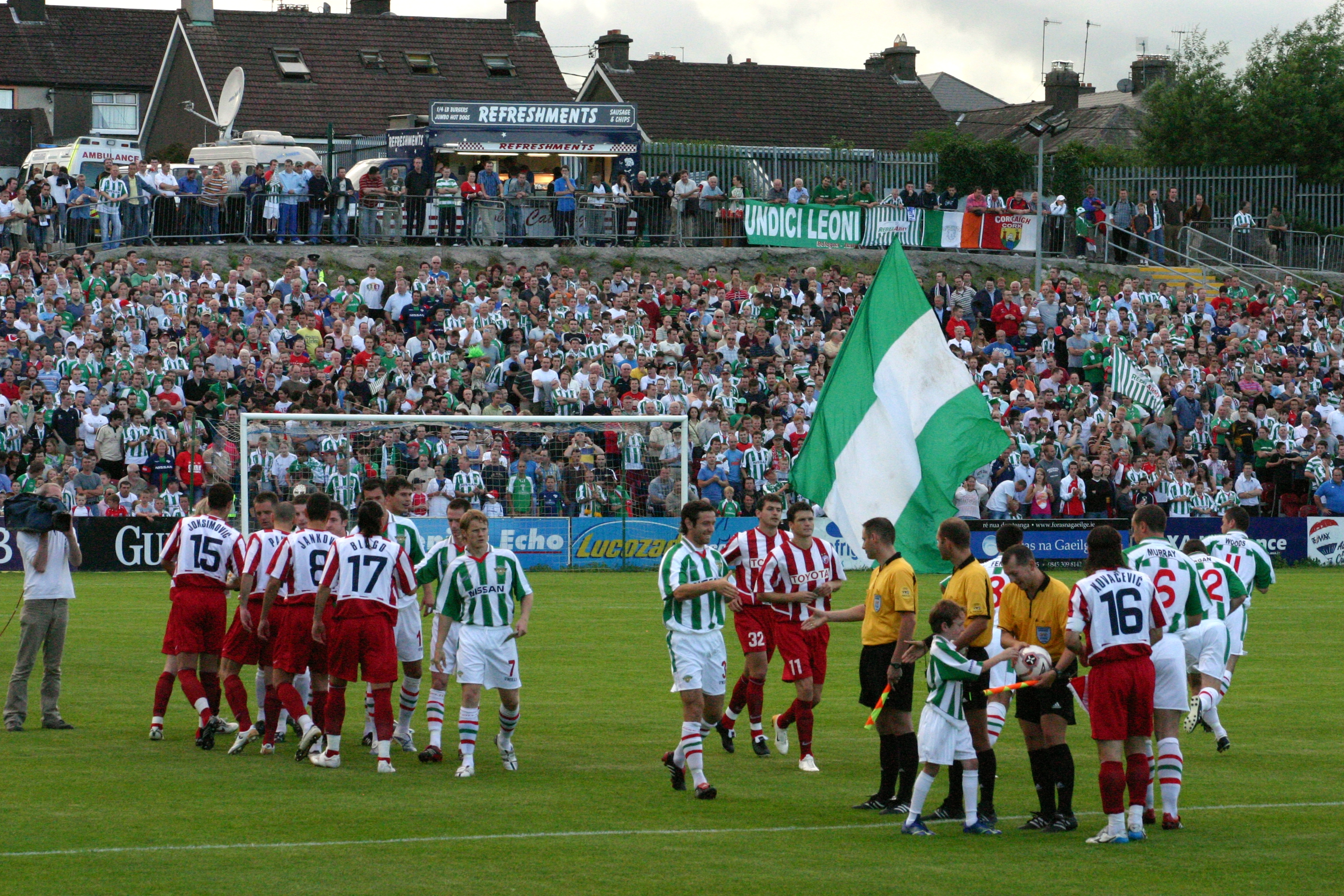
L'Estrella Roja en un partit contra l'equip irlandès Cork City FC.

### Títols internacionals
- 1 Copa d'Europa: 1991.[2]
- 1 Copa Intercontinental: 1991.[3]
- 2 Copa Mitropa: 1958, 1968

### Títols nacionals
- 19 Lliga iugoslava de futbol: 1951, 1953, 1956, 1957, 1959, 1960, 1964, 1968, 1969, 1970, 1973, 1977, 1980, 1981, 1984, 1988, 1990, 1991, 1992[4]
- 12 Copa iugoslava de futbol: 1948, 1949, 1950, 1958, 1959, 1964, 1968, 1970, 1971, 1982, 1985, 1990[5]
- 6 Lliga serbo-montenegrina de futbol: 1992, 1995, 2000, 2001, 2004, 2006[6]
- 9 Copa serbo-montenegrina de futbol: 1993, 1995, 1996, 1997, 1999, 2000, 2002, 2004, 2006[7]
- 11 Lliga sèrbia de futbol: 2007, 2014, 2016, 2018, 2019, 2020, 2021, 2022, 2023, 2024, 2025
- 8 Copa sèrbia de futbol: 2007, 2010, 2012, 2021, 2022, 2023, 2024, 2025

## Jugadors destacats
- Rajko Mitić
- Dragoslav Šekularac
- Dragan Džajić
- Vladimir Petrović
- Dragan Stojković
- Miodrag Belodedić
- Siniša Mihajlović
- Robert Prosinečki
- Dejan Savićević
- Darko Pančev
- Vladimir Beara
- Stanislav Karasi
- Darko Kovačević
- Nenad Kovačević